# جایزه تحقیقاتی کلی
جایزه تحقیقاتی کلی (انگلیسی: Clay Research Award) یک جایزه سالانه است که توسط مؤسسه ریاضیات کلی در منطقه بوستون آمریکا به ریاضیدانانی اعطا می‌شود که به دلیل دستاوردهای خود را در تحقیقات ریاضی شناخته می‌شوند.

## برندگان
- 1999
  - اندرو وایلز
- ۲۰۰۱
  - ادوارد ویتن
  - استانیسلاف اسمیرنف
- ۲۰۰۳
  - ترنس تائو
- ۲۰۰۷
  - ریچارد تیلور
- ۲۰۰۸
  - کلر ویسین
- ۲۰۱۴
  - مریم میرزا خانی که به دلیل تحقیقات فراوان و قابل توجه خود در زمینه هندسه و نظریه ارگودیک شناخته شده است.
  - پیتر شولز نیز به دلیل تحقیقات فراوان و قابل توجه خود در حوزه هندسه جبری، شناخته شده است.